# Episodi di Dr. House - Medical Division (quarta stagione)
La quarta stagione della serie televisiva Dr. House - Medical Division, composta da sedici episodi, è stata trasmessa negli Stati Uniti dal 25 settembre 2007 al 19 maggio 2008 sul canale Fox.
In Italia la prima parte della quarta stagione (episodi 1-12) è stata trasmessa in prima visione assoluta dal 19 gennaio al 12 marzo 2008 su Joi, canale pay della piattaforma Mediaset Premium. La seconda parte della stagione (episodi 13-16) è stata trasmessa in prima visione assoluta dal 25 giugno al 16 luglio 2008 sullo stesso canale.
In chiaro, la prima parte della quarta stagione (episodi 1-12) è stata trasmessa dal 2 marzo al 6 maggio 2008, in prima serata, su Canale 5. La seconda parte della stagione (episodi 13-16) è stata trasmessa dal 4 gennaio all'11 gennaio 2009.
I dati relativi allo share e agli spettatori sono riferiti alla prima trasmissione in chiaro in Italia.
| nº | Titolo originale       | Titolo italiano                  | Prima TV USA      | Prima TV Italia  |
| -- | ---------------------- | -------------------------------- | ----------------- | ---------------- |
| 1  | Alone                  | Da solo                          | 25 settembre 2007 | 19 gennaio 2008  |
| 2  | The Right Stuff        | Una donna vera                   | 2 ottobre 2007    | 23 gennaio 2008  |
| 3  | 97 Seconds             | 97 secondi                       | 9 ottobre 2007    | 30 gennaio 2008  |
| 4  | Guardian Angels        | Angeli custodi                   | 23 ottobre 2007   | 30 gennaio 2008  |
| 5  | Mirror Mirror          | Sindrome dello specchio          | 30 ottobre 2007   | 6 febbraio 2008  |
| 6  | Whatever It Takes      | Ad ogni costo                    | 6 novembre 2007   | 6 febbraio 2008  |
| 7  | Ugly                   | Brutto                           | 13 novembre 2007  | 13 febbraio 2008 |
| 8  | You Don't Want to Know | Non voglio sapere                | 20 novembre 2007  | 13 febbraio 2008 |
| 9  | Games                  | Giochi                           | 27 novembre 2007  | 20 febbraio 2008 |
| 10 | It's a Wonderful Lie   | La bugia è una cosa meravigliosa | 29 gennaio 2008   | 27 febbraio 2008 |
| 11 | Frozen                 | Gelo                             | 3 febbraio 2008   | 5 marzo 2008     |
| 12 | Don't Ever Change      | Non cambiare mai                 | 5 febbraio 2008   | 12 marzo 2008    |
| 13 | No More Mr. Nice Guy   | Mai più Mister Gentilezza        | 28 aprile 2008    | 25 giugno 2008   |
| 14 | Living the Dream       | Vivere il sogno                  | 5 maggio 2008     | 2 luglio 2008    |
| 15 | House's Head           | La testa di House                | 12 maggio 2008    | 9 luglio 2008    |
| 16 | Wilson's Heart         | Il cuore di Wilson               | 19 maggio 2008    | 16 luglio 2008   |

## Da solo
- Titolo originale: Alone
- Diretto da: Deran Sarafian
- Scritto da: Peter Blake, David Shore (sceneggiatura)

### Trama
House si ritrova senza il suo gruppo, in quanto ogni membro ha deciso di intraprendere strade diverse.
Al fine di costringere House ad assumere un nuovo team, Wilson fa scomparire la sua costosissima chitarra; intanto Cuddy gli presenta un nuovo eccitante caso: una ragazza sopravvissuta ad una fuga di gas in un edificio (che verrà in seguito distrutto dall'esplosione del tubo) e resa quasi irriconoscibile dalle cicatrici che le ricoprono il volto.
Il caso è intrigante: House consulta un inserviente per sviluppare nuove ipotesi ed elabora tre cure, tutte quante corrette, ma che non risolvono del tutto il problema. Scavando nel passato della ragazza si scoprono molti segreti, che ella aveva nascosto al suo ragazzo innamorato e alla madre (l'alcolismo, la depressione, un aborto).
House è in un vicolo cieco: la ragazza soffre di difficoltà respiratorie, cardiache e sindrome da stress post-traumatico, ma i pezzi del puzzle non combaciano, tormentando la mente del misantropo diagnosta.
Alla fine si scoprirà che la colpa è di un errore d'identificazione: dopo l'incidente, il volto le è stato sfigurato e al pronto soccorso vi è stato scambio d'identità. In realtà si tratta di un'altra ragazza che lavorava nell'edificio (e che fra l'altro compare all'inizio della puntata), mentre la collega è in realtà deceduta e si trova nell'obitorio del Princeton Plainsboro.
Tutto questo ha vanificato l'anamnesi e rallentato la diagnosi, peggiorando la situazione con cure errate, ma nonostante tutto la donna si salva e House può riprendere i suoi studi con la chitarra, anche se Cuddy lo mette con le spalle al muro, facendogli notare come con l'aiuto del suo team il caso sarebbe stato risolto in un tempo ben minore: con Chase che avrebbe fatto di tutto per dare ragione ad House e Foreman che avrebbe obiettato tutte le sue teorie, il diagnosta avrebbe ragionato di più e la diagnosi sarebbe giunta prima; mentre con Cameron, che avrebbe reputato assurdo che una persona così innamorata sapesse così poco della persona che ama, si sarebbe indagato più a fondo, così anche la scoperta dello scambio di persona sarebbe arrivata prima e molti degli errori conseguenti all'errata anamnesi non si sarebbero verificati. House deve assumere un nuovo team che lo possa supportare nella elaborazione delle diagnosi.
- Diagnosi finale: sindrome da schiacciamento
- Ascolti Italia: telespettatori 6.210.000 - share 23,32%[1]

## Una donna vera
- Titolo originale: The Right Stuff
- Diretto da: Deran Sarafian
- Scritto da: Doris Egan e Leonard Dick

### Trama
Gregory House incomincia le selezioni per trovare gli elementi che comporranno il suo nuovo staff. I candidati sono quaranta, ma House ne dovrà scegliere solo tre, anche se a modo suo, ossia non solo con metodi sempre logici. I candidati dimostreranno le proprie abilità aiutando House a formulare le diagnosi dei vari casi che saranno presi in esame. Questa volta si tratta di una donna pilota della NASA, che ingaggia House per farsi curare in modo anonimo senza lasciare tracce che le possano far avere problemi sul lavoro. La ricompensa sarà di 50.000 dollari. House inizialmente elabora due differenti diagnosi (incurabili entrambe): cancro polmonare o sclerosi tuberosa. Per poter eseguire l'intervento senza lasciare tracce, si segue il consiglio di Taub, un ex chirurgo estetico presente tra i candidati: si farà sembrare l'intervento un ingrandimento del seno. Una volta aperta, però, vengono trovate tre cisti nel polmone destro: la donna soffre della sindrome di von Hippel-Lindau, una malattia genetica incurabile, ma che si può mantenere sotto controllo.
Parallelamente, House deve fare i conti con delle strane "visioni": in momenti diversi gli sembra infatti di vedere in giro per l'ospedale la sua vecchia squadra. In particolare, Chase e Foreman camminano per i corridoi, mentre Cameron è all'ingresso degli ambulatori. Il dottore sembra incredulo e Wilson cerca di convincerlo che si tratta di elaborazioni della sua mente dettate dai sensi di colpa per aver annientato, più o meno volontariamente, la vecchia équipe.
Alla fine dell'episodio, House scopre anche che tra i suoi candidati c'è un non laureato, ma che possiede comunque grandi conoscenze mediche, così decide di non licenziarlo subito. Scopre anche che Chase e Cameron sono davvero tornati a lavorare al Princeton Plainsboro, rispettivamente in chirurgia e al pronto soccorso. In particolare, una sorridente Cameron rimprovera bonariamente il vecchio capo di non aver capito del suo ritorno avvenuto da ben tre settimane («Non ti sfuggono mai i piccoli dettagli, ma per quelli grandi hai dei problemi») e fa notare ad House di essere un po' cambiato, in quanto ha aiutato la donna pilota e non ha infranto il suo sogno.
- Guest star: Essence Atkins, Anne Dudek, Kal Penn, Peter Jacobson, Olivia Wilde, Edi Gathegi e Carmen Argenziano (Henry Dobson)
- Diagnosi finale: sindrome di von Hippel-Lindau
- Riferimenti: le allucinazioni di cui soffre la paziente sono chiaramente ispirate alle scene finali di 2001: Odissea nello spazio di Stanley Kubrick. L'episodio è intitolato "The Right Stuff", titolo originale del film Uomini veri, il quale narra gli eventi compresi fra il primo volo supersonico compiuto da Chuck Yeager allo sviluppo del Programma Mercury.
- Ascolti Italia: telespettatori 5.487.000 - share 18,70%[2]

## 97 secondi
- Titolo originale: 97 Seconds
- Diretto da: David Platt
- Scritto da: Russel Friend, Garrett Lerner

### Trama
Al Princeton Plainsboro Hospital viene portato Stark, ragazzo paraplegico sulla sedia a rotelle, assieme al suo cane guida Hoover, svenuto in mezzo ad un attraversamento pedonale.
House sottopone il caso ai suoi aiutanti dopo averli divisi in due squadre (uomini contro donne; Amber sceglie però di stare con gli uomini). Stark soffre di un'atrofia ascendente dei muscoli della spina dorsale di origine genetica.
La diagnosi formulata dalle donne (in particolare da Tredici) è che il ragazzo, che è stato in vacanza sulle spiagge della Thailandia, soffra di infestazione disseminata da strongiloide, curabile con l'ivermectina. Intanto gli uomini decidono di provare a fare innumerevoli test sul paziente, per riuscire a trovarne uno positivo a qualche malattia. Per questo motivo provano ad analizzare le feci del paziente prima, e poi quelle di alcuni insetti a cui fanno succhiare il suo sangue.
House, si ritrova in ambulatorio con un paziente che infila un coltello serramanico nella presa della corrente. Successivamente egli stesso ci racconterà di essere stato vittima di un incidente automobilistico provocato da un ubriaco, e di essere stato a lungo tra la vita e la morte, per poi essere dichiarato morto per 97 secondi. In quei 97 secondi dice di essersi ritrovato in un posto stupendo, e che lì sarebbe voluto tornare con il suo gesto quasi-suicida.
A complicare il puzzle del ragazzo col cane, compare il sangue verde (a causa del mezzo di contrasto iodinato non filtrato dai reni) che evidenzia un'insufficienza renale.
L'ipotesi alternativa elaborata dalla squadra maschile è la sclerodermia; in seguito si arriverà all'ipotesi della rimozione di un occhio del paziente, onde allungargli la vita di qualche mese ed estirpargli il linfonodo cervicale (causa del probabile cancro).
Tuttavia da un drenaggio toracico il liquido è trasparente, il che rivela errata l'ipotesi del cancro. Si pensa anche che alcuni sintomi possano ricondurre a un aggravamento della malattia spinale del ragazzo, in quanto non riesce più a deglutire. Il paziente discute con House sul fatto che desidera morire (in quanto ci sarebbe stata un'altra vita oltre quella terrena dove vivere libero dalla disabilità), ma House lo esorta a vivere poiché secondo lui non c'è nulla dove "andare".
Anche Foreman, nel suo nuovo ospedale, ha un paziente affetto da cancro ma non può curarlo seguendo la sua intuizione: deve somministrargli la cefalosporina di terza generazione. Alla fine il suo spirito diagnostico vince e lo cura con la radioterapia; nonostante la vita salvata verrà licenziato per aver infranto i comandi dei superiori.
House, ossessionato dalla "visione" del paziente folgorato (e in seguito ai discorsi sull'aldilà avuti con Stark) lo imiterà infilando anche lui il coltello nella presa, ustionandosi la mano sinistra e provocandosi un arresto cardiaco, al fine di poter entrare nello stesso limbo, ma si sveglierà, dopo essere stato soccorso da Amber, con la notizia del ragazzo dell'ambulatorio già morto a causa di gravi lesioni agli organi interni già danneggiati nell'incidente. House non rivela a Wilson se dopo lo sconsiderato gesto ha visto "qualcosa".
Il diagnosta, ripresosi e ora in gioco anche lui per salvare la vita del ragazzo paralitico, pensa ad una polmonite eosinofila e lo cura con il ciclofosfamide; si rivelerà vano in quanto il ragazzo muore.
Poiché subito dopo muore anche il cane Hoover, House trova la chiave del caso: il pastore inglese ha il gene MDR1, per cui l'assunzione dell'ivermectina contro lo strongiloide gli è letale.
Le pillole erano per il ragazzo ma, rovesciandosi dal tavolino, sono state ingoiate dal cane. Il ragazzo non le ha viste e non le ha assunte, morendo infine per strongiloidosi diffusa. Per questa banale svista sono state elaborate diagnosi e test su assunti sbagliati, portando su falsi binari la giusta diagnosi, e causando immunodepressione al paziente, e quindi l'estensione della malattia fino all'insufficienza respiratoria e renale.
Nonostante il decesso causato dall'errore della dottoressa, House non licenzia Tredici che ha elaborato fin dal principio la tesi ma che non ha controllato che il paziente prendesse le pillole, in quanto sa che non se lo scorderà per tutta la vita e che farà tesoro di questa dolorosa esperienza.
House poi dirà vicino al paziente ormai morto che gli "dispiace" e "te l'avevo detto" (nel senso che aveva torto sulla vita oltre la morte, segno che House non ha visto nulla durante il suo stato di incoscienza).
- Guest star: Brian Klugman (Thomas Stark), Kathleen York (Dr. Schaffer)
- Diagnosi finale: strongiloidosi
- Ascolti Italia: telespettatori 4.981.000 - share 19,41%[2]

## Angeli custodi
- Titolo originale: Guardian Angels
- Diretto da: Deran Sarafian
- Scritto da: David Hoselton

### Trama
Irene lavora in un'agenzia di pompe funebri come acconciatrice di defunti. Dopo aver sistemato i capelli ad uno dei cadaveri si concede un piccolo spuntino, quando all'improvviso viene aggredita da un ragazzo ispanico e si rende conto che questi è uno dei cadaveri, presenti nella sala mortuaria, che ha il cervello parzialmente esposto. Anche la salma che stava sistemando l'assale. Giunge nella sala il proprietario dell'agenzia che trova i cadaveri al loro posto e Irene stesa a terra in preda a convulsioni.
Nel frattempo gli aspiranti assistenti di House stanno aspettando il medico nella sala conferenze: giunge una telefonata di House che chiede loro di occuparsi del caso di Irene. Dopo aver scartato l'ipotesi che la ragazza potesse essere contaminata da qualche sostanza per la conservazione dei cadaveri, su suggerimento di Henry, l'anziano candidato assistente non laureato in medicina, si giunge all'ipotesi che Irene possa essere affetta dalla sindrome della Malattia di Creutzfeldt-Jakob dato che è venuta in contatto con i tessuti cerebrali dell'uomo ispanico. House ordina, dunque, agli assistenti di riesumare la salma illegalmente per poter eseguire una biopsia su un campione del suo cervello. Dopo qualche esitazione tutti gli aspiranti assistenti accettano di disseppellire il corpo, ad eccezione di Cole, il ragazzo di colore mormone che House ha preso di mira, e che rifiuta di recarsi al cimitero perché deve prendersi cura del figlio che alleva da solo. House è infastidito dal comportamento del candidato, ma non lo licenzia anche a causa di una scommessa fatta con Cameron.
Nel frattempo Foreman sta cercando lavoro in diversi ospedali dove però non riesce ad essere assunto a causa del comportamento tenuto all'ospedale Mercy che si è rivelato troppo simile ai metodi poco ortodossi del suo mentore House.
La biopsia sui tessuti del cadavere rivela che l'ipotesi della Malattia di Creutzfeldt-Jakob è errata. Nell'eseguire nuovi test su Irene, il team medico si rende conto che la ragazza soffre di deliri e allucinazioni: è convinta che sua madre morta sia accanto a lei e rivela inquietanti visioni su un ragazzo sulla sedia a rotelle morto assieme al suo cane per un errore compiuto dall'équipe medica, cosa effettivamente successa nell'episodio precedente. House non si lascia però impressionare e, di nuovo su suggerimento di Henry, sfrutta le convinzioni della ragazza per scoprire di quale malattia fosse morta la madre, sospettando una sindrome ereditaria. Giunge così alla diagnosi di un possibile Parkinson, che però appare disconfermato da un nuovo sintomo: l'apparizione di ferite sul braccio.
Foreman, intanto, viene contattato da Cuddy che gli offre un posto ed un aumento di salario del 15%; lui però rifiuta preferendo provare altre opportunità.
In sede di diagnosi differenziale House appoggia nuovamente un'ipotesi di Henry, fortemente avversata da uno degli altri aspiranti assistenti, Taub, secondo la quale Irene potrebbe presentare una vasculite alla retina. Durante l'esame per verificare quest'ipotesi la ragazza però manifesta dolori allo stomaco e vomita sangue. Drenando chirurgicamente l'emorragia il team scopre che la ragazza presenta una necrosi del fegato ed un ingrossamento della milza. 
Henry insiste che si potrebbe trattare di un problema vascolare, mentre Taub protende per un'altra ipotesi. 
House concorda nuovamente con Henry e ordina un'angiografia intestinale, che però non può essere completata dal momento che la ragazza inizia ad avere convulsioni e disordini neurologici di carattere sessuale, arrivando persino ad attentare alle grazie del religiosissimo Cole. House prende in giro il candidato sulla sua fede di Mormone: questi reagisce e sferra un pugno al suo potenziale capo. Le diatribe sulla religione e sul fatto che in passato casi di banale intossicazioni alimentari fossero scambiati per possessioni fa maturare ad Amber, la competitiva candidata assistente soprannominata bastarda tagliagole, l'intuizione per la diagnosi corretta: Irene ha involontariamente assunto ergotina, un fungo contenuto nel pane di segale che ha ingerito e che ha effetti simili all'LSD. L'effetto vasocostrittore della sostanza spiega infatti anche la necrosi epatica. Assunti i necessari trattamenti medici la ragazza subito migliora rendendosi conto che le visioni della madre erano solamente allucinazioni.
House decide di licenziare uno dei sette candidati. Inaspettatamente si tratta proprio di Henry (Dobson) sulle cui valutazioni ha concordato per tutto il caso. Il non-medico, infatti, ha un modo di pensare troppo simile a quello dello stesso House e quindi non lo può aiutare ad elaborare ipotesi alternative a quelle che il geniale dottore elabora da solo.
Foreman si reca da Cuddy dicendo che ha ripensato alla proposta e di essere disponibile a tornare, a patto di avere un ulteriore 5% di aumento, ma la direttrice gli offre soltanto lo stesso salario che aveva prima di andarsene, dal momento che è cosciente che solo chi ha assunto il dottor House originale è disponibile ad assumere anche la sua versione light: Foreman, rassegnato, accetta.
- Guest star: Azura Skye (Irene), Caroline Lagerfelt
- Diagnosi finale: ergotismo
- Riferimenti: il titolo si riferisce alla paziente, che vede la propria madre morta, e al fatto che House prenda in giro i suoi assistenti, chiamandoli con i nomi dei personaggi della serie televisiva statunitense Charlie's Angels
- Ascolti Italia: telespettatori 5.647.000 - share 20,74%[3]

## Sindrome dello specchio
- Titolo originale: Mirror Mirror
- Diretto da: David Platt
- Scritto da: David Foster

### Trama
Durante una rapina un uomo inizia a tossire ed accusare sintomi di soffocamento; uno dei due rapinatori chiama un'ambulanza. Il paziente, che dichiara di chiamarsi Martin Harris, viene ricoverato ed il team di House è chiamato a occuparsi della diagnosi.
La dottoressa Cuddy comunica che Foreman farà parte del team come suo diretto referente, con disappunto di House. Seguendo l'ipotesi avanzata da Foreman di laringospasmo (restringimento delle corde vocali), il diagnosta ordina il test alla metacolina, per valutare l'iperattività bronchiale. Durante la prova il paziente manifesta due nuovi sintomi: dolori addominali e intorpidimento degli arti inferiori. Foreman guida una nuova sessione di diagnosi differenziale, durante la quale House appare sempre più deciso a rendere impossibile la vita all'ex assistente. La riunione viene però interrotta quando giunge la notizia che il paziente ha avuto un collasso.
Dopo aver ritrovato il paziente steso a terra con indosso un camice del personale paramedico e controllato la tabella dei pazienti ricoverati, Foreman giunge alla conclusione che si tratti di sindrome di Munchausen, ovvero della tendenza di un paziente a simulare sintomatologie per ottenere attenzione o provocare egli stesso i sintomi, in questo caso quelli dei malati che ha vicino. Dalla cartella clinica risulta però che il paziente, oltre a simulare i sintomi degli altri pazienti, ha preso anche l'identità del paramedico che lo ha accompagnato in ospedale, il cui nome è Martin Harris. House suppone dunque una sindrome camaleontica detta sindrome di Giovannini (una rara forma di amnesia recentemente scoperta da tre psichiatri napoletani, tra cui Giovannina Conchiglia), in cui un paziente in stato di amnesia riempie i vuoti relativi alla sua personalità assumendo quella di coloro che lo circondano. Una visita in sala operatoria dove Wilson sta eseguendo un'operazione conferma la diagnosi: dopo pochi minuti il paziente inizia a mimare gli atteggiamenti di Wilson e tenta di effettuare un'incisione. La bassa temperatura della sala operatoria porta alla luce un nuovo e preoccupante sintomo: un rash cutaneo (livedo reticularis) rivela che il sangue del paziente tende ad agglutinarsi con il freddo, chiaro indizio di un'infezione in corso. Non potendo fare alcuna anamnesi a causa dell'amnesia del paziente è difficile trovare la possibile causa. House invia Cole, l'assistente mormone, a cercare l'auto del paziente per ricavarne indizi. L'assistente timida, Tredici, si propone per aiutarlo. Gli altri invece iniziano una serie di test per scovare la causa d'infezione.
Il contatto fra i medici ed il paziente, durante il quale quest'ultimo assume le loro personalità, rivela a loro stessi molti aspetti della propria psicologia. Durante il prelievo effettuato dalla dottoressa Amber (soprannominata "bastarda tagliagole"), questi mette in evidenza la sua tendenza a ritenersi migliore di tutti. Di seguito rivela invece all'assistente che sta eseguendo un'ecografia - durante la quale viene riscontrata una lesione solida al fegato - il suo amore segreto per Amber.
Prosegue frattanto la lotta di potere fra Cuddy e House per dimostrare chi ha realmente autorità nell'ospedale: l'uomo prima invita l'intera sala mensa a recarsi in ambulatorio da Cuddy a causa di una presunta intossicazione da maionese, poi, quando la direttrice gli sottrae l'intero team per far fronte alla finta emergenza, House ordina una serie di costosissimi test per tutti i pazienti privi di assistenza sanitaria.
L'assistente soprannominato «Brontolo», che in passato ha avuto esperienze con associazioni di volontari medici nel Terzo mondo, esegue un prelievo dal fegato e il colore scuro del sangue prelevato fa supporre che si tratti di un'infezione micotica, analoga a quella riscontrata nei pazienti vittima dello tsunami in Asia. La terapia a base di anfotericina non ha però alcun effetto. La falsa diagnosi ed una discussione con House fanno desistere il dottor “Brontolo” dal riprendere il percorso del volontariato.
Si ritorna dunque al punto di partenza: l'infezione è in corso, ma non se ne conosce la causa. La ricerca di Cole e di Tredici non ha ancora prodotto risultati, dal momento che l'auto è stata rimossa e parcheggiata in un deposito ben difeso da una coppia di rottweiler.
House decide di procedere con una nuova serie di colture ed un'analisi del fluido cerebrospinale per ricostruire gli spostamenti del paziente a partire dalle sue infezioni passate. Il nuovo ciclo di test, sempre a causa dei comportamenti mimetici del paziente, rivela inoltre all'assistente Kutner, che esegue il prelievo spinale, una certa tendenza sadomasochista.
Cuddy, nel frattempo, reagisce alle provocazioni di House per umiliarla sostituendo le sue pillole antidolorifiche con del lassativo. House se ne accorge e minaccia di sostituire le pillole anticoncezionali della dottoressa. Parallelamente si adopera per trovare un lavoro a Foreman presso un altro ospedale e comunica a quest'ultimo che un gruppo diagnostico di Boston sarebbe disposto ad assumerlo.
A causa del proseguire del rash cutaneo, il paziente viene messo in una vasca termica per contrastare la tendenza del sangue ad agglutinarsi, ma la terapia sembra non bastare. House ordina dunque di somministrare lipopolisaccaridi per aumentarne la temperatura interna; la terapia provoca però un arresto cardiaco, che fa supporre una possibile infezione al cuore. Durante la rianimazione con il defibrillatore, il dottor Kutner - che in precedenza aveva incendiato un paziente nella camera iperbarica - cade svenuto a causa del corpo bagnato del paziente e della scarica elettrica dello strumento.
Giungono intanto notizie del paziente, che dai documenti trovati nella sua auto risulta essere Robert Elliot, un rappresentante dell'Ohio. Le poche informazioni raccolte (una crema per le mani, alcuni scontrini di ristoranti) non portano ad ulteriori passi in avanti.
House decide di sottoporre il paziente a una biopsia cardiaca, che fa eseguire a Tredici, sospettando che quest'ultima abbia preferito accompagnare Cole per evitare di vedersi riflessa nello specchio del paziente. 
House non ottiene però quello che spera perché in presenza di entrambi i medici il paziente assume il comportamento della personalità dominante, che risulta essere quella di House. La biopsia risulta per altro negativa. Anche Foreman è coinvolto nelle analisi del paziente e, sempre tramite la sua tendenza ad assumere la personalità altrui, scopre di essere felice di lavorare di nuovo con House. Per questo rifiuterà la proposta del nuovo lavoro a Boston.
Per venire a capo della situazione House ritorna dal paziente con i pochi oggetti trovati nella sua auto ed assume un atteggiamento neutro fingendo di essere egli stesso Robert Elliot (si veste anche come lui), sperando così che questi imiti se stesso. Viene così a sapere che Robert è un rappresentante di macchinari per fattorie e che, per contrastare il frequente odore di letame suino, utilizza una crema che ha in auto. House diagnostica quindi un'eperitrozoonosi, un'infezione batterica contratta delle feci di maiale, curabile con la claritromicina (utile per far regredire l'amnesia).
Prima che però Robert si sia rimesso, House e Cuddy sfruttano la sua tendenza ad assumere il comportamento della persona dominante con cui entra in contatto per provare chi fra di loro ha la maggiore autorità, in un esilarante testa a testa. Il paziente, con un commento sul fondoschiena della Cuddy, assume (e decreta in modo certo la vittoria) la personalità di House, che si esibisce in uno spassoso teatrino comico, vantandosi d'aver più autorità del suo stesso capo.
House, nonostante sia molto deluso dal comportamento del team, decide di non licenziare nessuno: ritiene, infatti, che tutti i candidati assistenti siano dei bravi medici e, così facendo, incassa anche il 50% dei guadagni che l'ex assistente Chase ha realizzato grazie ad un giro di scommesse sui licenziamenti di House e con il quale il geniale dottore è in combutta.
Dà del mostro a Foreman in quanto ha subito un cambiamento dal contatto col paziente (mentre gli altri l'hanno ignorato totalmente).
- Guest star: Frank Whaley
- Diagnosi finale: eperitrozoonosi
- Ascolti Italia: telespettatori 5.785.000 - share 20,06%[7]

## Ad ogni costo
- Titolo originale: Whatever It Takes
- Diretto da: Juan José Campanella
- Scritto da: Thomas L. Moran e Peter Blake (sceneggiatura), Thomas L. Moran (soggetto)

### Trama
Casey, una ragazza che lavora come pilota automobilistica per gare di drag racing, ha un collasso subito dopo la fine di una corsa.  House, che è in riunione con il suo team, decide di prendere in carico il caso, che gli sembra il più interessante fra quelli proposti dai suoi assistenti. Foreman è convinto che si tratti soltanto di una banale disidratazione da calore, ma è messo da House a capo del caso quando questi è accompagnato da un agente della CIA in una missione presso un loro centro per l'avvelenamento di un loro agente.
Frattanto in ospedale Foreman continua a propendere per la tesi del colpo di caldo, mentre alcuni assistenti suggeriscono la possibilità di una Miller-Fisher, una patologia neuro-immunologica. La diagnosi sembra confermata quando la paziente ha un nuovo attacco durante il quale si assiste a un movimento oculare spasmodico (nistagmo) verticale. Trattata per la Miller-Fisher, la paziente però accusa nuovi sintomi, quali febbre e allucinazioni. Non soltanto la diagnosi risulta disconfermata ma la paziente perde completamente fiducia nelle capacità di Foreman.
House, che non è rintracciabile al cellulare dai suoi assistenti, incontra un medico in servizio presso la CIA, Samira Terzi, e il dottor Curtis, diagnosta della clinica Mayo, anch'egli convocato per risolvere il mistero. Il paziente, di ritorno da una missione, accusa sintomi di avvelenamento, ma i test svolti nel laboratorio dell'Agenzia non sono riusciti a individuare la sostanza. La soluzione del caso è difficile perché la CIA si rifiuta di fornire informazioni sul paziente, chiamato in codice John, che consentano di fare un'anamnesi precisa. L'unica informazione fornita nel rapporto è che il paziente è stato in un paese del Sud America (che dopo molte insistenze la dottoressa rivela essere la Bolivia) e che potrebbe aver mangiato una grande quantità di castagne. Il dottor Curtis suppone un avvelenamento da radiazioni, mentre House protende per una pancreatite data da abuso di alcol, che tuttavia il paziente nega. La dottoressa Terzi segue le indicazioni del dottor Curtis e incomincia una terapia disintossicante a base di iodio.
Gli assistenti di House nel frattempo eseguono una serie di analisi sulla paziente. I risultati presentano lievi anomalie spiegabili sia con una diagnosi di Sclerosi multipla, sia da una di Lupus. Foreman protende per la prima ipotesi e ordina di dare seguito al trattamento, ma Taub e Amber, che sono invece convinti della possibilità di Lupus, dopo un consulto con Cameron, l'ex-assistente di House, decidono di somministrarle anche degli steroidi.
Nel laboratorio della CIA John sembra mostrare miglioramenti. Il dottor Curtis suppone che la sua ipotesi fosse dunque corretta, ma House rivela di aver sospeso i trattamenti decontaminanti e aver somministrato invece farmaci per la pancreatite. Ma anche questa ipotesi è disconfermata quando il paziente cade improvvisamente in coma.
Gli assistenti di House nel frattempo si accorgono di un nuovo grave sintomo di Casey, che presenta una paralisi degli arti inferiori. Sia la diagnosi di sclerosi sia quella di Lupus erano dunque errate. Si assiste di nuovo a un conflitto fra Foreman e uno degli assistenti, Brennan, che ha un passato di volontario presso associazioni umanitarie nel terzo mondo: il primo sostiene si tratti di botulismo, e incomincia un trattamento per tale sintomatologia, mentre Brennan protende per la poliomielite, che però è debellata da decenni sul territorio americano.
Frattanto presso la sede della CIA prosegue lo scontro fra Curtis, che sostiene ancora la tesi dell'avvelenamento da radiazioni e House che diagnostica un possibile cancro del sangue, supportato anche dal fatto che John non sta perdendo capelli, primo sintomo di contaminazione radioattiva. Questa volta la Terzi propende per House, anche se questi non perde occasione di molestarla con pesanti allusioni sessuali. Viene quindi ordinata una chemioterapia, per i cui dosaggi House contatta Wilson rivelando a quest'ultimo che stia lavorando per i servizi segreti. Wilson però non riesce a convincere Cuddy - furiosa con House per il fatto che ha saltato varie ore di ambulatorio - che questi sta lavorando per la CIA e promette ore supplementari di visite a entrambi i medici.
Casey, la paziente in cura presso il Princeton-Plainsboro Hospital, nel frattempo continua a peggiorare nonostante i trattamenti contro il botulino. Gli esami effettuati da Brennan confermano invece la diagnosi di poliomielite, che è una malattia inguaribile. Brennan suggerisce allora di provare una terapia sperimentale a base di forti dosi di Vitamina C, una sperimentazione tentata in Africa ma mai conclusa per mancanza di fondi, e sulla quale però Foreman è dubbioso.
Recatosi a controllare l'andamento della terapia su John, House si accorge che il paziente incomincia a perdere i capelli. Si tratta di un sintomo troppo rapido come effetto collaterale della chemioterapia, e si torna dunque alla diagnosi iniziale di Curtis di un possibile avvelenamento radioattivo. Poiché la sospensione del trattamento decontaminante effettuata da House potrebbe aver compromesso le possibilità di sopravvivenza del paziente, questi tenta di rimediare proponendo un trattamento erboristico sperimentale che fino a quel momento è stato testato solo su scimmie.
Nelle due cliniche si iniziano quindi entrambi i trattamenti sperimentali: vitamina C su Casey per contrastare la polio e rimedio erboristico per John per favorire la decontaminazione.
Parlando con John, House scopre che però il paziente è probabilmente stato in missione in Brasile e non in Bolivia, come la CIA aveva rivelato alla dottoressa Terzi. La diversa lingua parlata nei due paesi avrebbe dunque potuto far sorgere un problema di traduzione del rapporto medico: John avrebbe potuto avere indigestione di noci del Brasile e non di castagne, e tali frutti, contenendo un'alta percentuale di selenio, potrebbero aver causato tutti i sintomi. Poiché la terapia per questa patologia è la stessa chemioterapia somministrata per il cancro,  il paziente è stato salvato e non messo in pericolo dalla falsa diagnosi di House. House può quindi rientrare nel New Jersey, non prima però di aver proposto alla dottoressa Terzi di unirsi al suo team. La dottoressa rifiuta.
Tornato presso i suoi assistenti, House viene informato degli straordinari successi della terapia a base di Vitamina C su Casey, che sembra aver sconfitto la polio. House è scettico sul prodigioso rimedio, soprattutto dopo che Foreman scopre che un primo test sulla paziente fatto al momento dell'arrivo aveva escluso la presenza di tale patologia. House quindi suppone  che Brennan abbia simulato i sintomi della poliomielite somministrando alla paziente del tallio e che poi abbia falsificato gli esami per dimostrare l'efficacia della cura a base di Vitamina C e far riprendere la ricerca. Brennan confessa e House lo invita a lasciare il team. La diagnosi di Foreman di un banale colpo di calore era dunque corretta fin dall'inizio.
House incontra Cuddy che non crede che egli si sia allontanato per una missione per la CIA, né alla successiva bugia che sia partito per curare un ricco rampollo, e gli assegna cumulativamente sia le ore di ambulatorio che pensava di dare a lui, sia quelle promesse a Wilson. La cattiva notizia è però mitigata dall'incontro che House fa al di fuori dell'ospedale. Si tratta della dott.ssa Terzi che gli comunica che intende accettare la sua proposta di collaborazione.
- Guest star: Michael Michele (Samira Terzi), Holmes Osborne (Curtis), Thomas Francis Wilson (padre di Casey)
- Diagnosi finale: colpo di calore (Casey), intossicazione da selenio (John)
- Ascolti Italia: telespettatori 5.664.000 - share 21,56%[8]

## Brutto
- Titolo originale: Ugly
- Diretto da: David Straiton
- Scritto da: Sean Whitesell

### Trama
Un ragazzo sedicenne con encefalocele con asimmetria centrale o naso-frontale (una massa abnorme simile ad un tumore su un lato del volto, nello specifico una malformazione della linea mediana) raggiunge in treno col padre il Princeton Plainsboro Teaching Hospital per recuperare una vita sociale e un aspetto normale. Non è però solo: viene seguito, oltre che dal genitore, da una troupe (composta da cameraman, intervistatrice di nome Darnel e microfonista) che realizzeranno un film, seguendo l'équipe medica in tutto il processo diagnostico.
Basato sul modello dei documentari di Michael Moore, la produzione finanzierà la costosa operazione chirurgica del ragazzo (quindi Cuddy è gentilmente obbligata ad aprire le porte del suo ospedale a questa specie di reality).

Una volta sul tavolo operatorio, però, ancora prima di ricevere l'anestesia, il cuore entra in fibrillazione; l'attacco cardiaco, ovviamente, pone in secondo piano la chirurgia ricostruttiva.

Il caso passa così nelle mani di House che per evitare le invadenti telecamere gioca abilmente come il gatto con il topo: prima si rifugia con i suoi assistenti nella stanza della risonanza magnetica (la troupe non può entrare per via dell'enorme magnete, capace di spostare anche una bombola piena d'ossigeno) poi in sala operatoria (scatenando la rabbia della Dr.ssa Cuddy che deve coprire questi atteggiamenti come ispiranti per la formulazione diagnostica).

Scartata l'ipotesi di una malformazione cardiaca, si fa avanti l'ipotesi delle droghe (la pelle annerita sotto il naso spinge House a credere che il ragazzo sniffi freon, dannoso per il cuore) mentre Taub pensa ad acanthosis nigricans per via della depigmentazione, un effetto collaterale della sua deformità. House ordina un esame a radioisotopi per cercare cicatrici nel cuore del ragazzo; intanto la nuova assunta dalla CIA fa notare che non è lì per giocare ma per un'offerta di lavoro seria. Il geniale dottore viene messo in scacco da questa donna, approvando anche diagnosi totalmente fuori luogo per il caso, e, con vari sensi di colpa (di cui persino Wilson si stupisce), licenzierà la donna a fine episodio; le brillanti intuizioni del caso precedente erano un episodio isolato e non ha abbastanza esperienza diagnostica per lavorare nel team di House.

L'esame a radioisotopi non rileva cicatrici, per cui si procede con un esame elettrofisiologico (un catetere che libera impulsi elettrici). Durante l'esame il dottor Taub prova con l'empatia a farsi dire se il paziente usa droghe ed egli confessa, ma da alcuni errori (crede che LSD e acidi siano due cose diverse) capisce che mente: ad un certo punto però il ragazzo vomita sangue.

Il dottore mormone suggerisce un cancro allo stomaco che, come sindrome paraneoplastica, avrebbe arrestato il cuore; House obbliga Taub a seguirlo nell'esame (endoscopico anche se lui continua a pensare alla pressione intracranica).

Mentre House confessa i suoi problemi con la dottoressa della CIA a Wilson il cercapersone suona: il ragazzo sanguina di nuovo. Tredici pensa ad un disturbo mitocondriale e cercano una degenerazione retinica, a cui viene invitato anche Taub per convincersi che non c'entra la pressione intracranica.

La troupe intanto continua a fare domande a tutti in giro per l'ospedale, da Chase (in sala operatoria prima della rimozione della massa), Cuddy (sulle procedure di House), Cameron (che combina una comica gaffe dicendo che lo amava, scatenando la rabbia di Chase).

Taub è provvidenziale in quanto rispetto alla dottoressa bastarda tagliagole utilizza un sistema manuale che permette di aggirare l'ostacolo della massa, verificando ingrossamento e non degenerazione: tuttavia House propende per un'artrite reumatoide giovanile (A.R.G.) e ordina una cura steroidea, ma Taub è in disaccordo.
Cuddy suggerisce ad House una TAC e, se la linea mediana è spostata, Taub avrà ragione: nel mentre House va dall'ex datore di lavoro di Taub per capire i motivi del licenziamento, ma la risposta definitiva arriva dalla moglie. L'uomo infatti aveva avuto una relazione seria con un'infermiera; quando si è scoperto si è licenziato e ha partecipato alla selezione per il team di House.

Intanto Cuddy autorizza l'uso di steroidi ma la vera sorpresa House la vede con i suoi stessi occhi: il ragazzo muove il mignolo senza accorgersene (movimento muscolare involontario), quindi di nuovo tutti sotto torchio per nuove idee diagnostiche.

Quattro analisi differenziali: Tredici pensa alla malattia di Lyme (scartata da House per la mancanza del rash cutaneo), la bastarda tagliagole ad una febbre reumatica, Gregory House alla A.R.G. e il dottor Taub propende per staccare lo stimolatore cardiaco; se è migliorato sotto steroidi può affrontare l'intervento. Una volta staccato lo stimolatore cardiaco il ragazzo non ha bisogno del defibrillatore e così parte per la sala operatoria; ma mentre stanno studiando come operare Tredici segnala a Chase una depigmentazione in corso. Con un rasoio si scopre che l'eruzione cutanea era nascosta sotto i capelli del ragazzo: Numero Tredici ha trovato la giusta diagnosi andando oltre le apparenze.
A fine episodio House licenzia la dottoressa Terzi, poi la invita a cena, ma lei offesa non risponde. Intanto House rivede con Cuddy il documentario girato dalla troupe, abilmente manipolato e tagliato in modo da far sembrare House molto più umano di quanto non sia.
- Guest star: Michael Michele (Samira Terzi), Khleo Thomas
- Diagnosi finale: malattia di Lyme
- Ascolti Italia: telespettatori 6.059.000 - share 23,27%[9]

## Non voglio sapere
- Titolo originale: You Don't Want to Know
- Diretto da: Lesli Linka Glatter
- Scritto da: Sara Hess

### Trama
Kurtner e Cole assistono allo spettacolo di un illusionista; all'improvviso, all'interno della tortura cinese dell'acqua (numero tratto da uno spettacolo di Houdini) l'uomo soffre di un attacco di cuore. House propone ai suoi assistenti una sfida: colui che riuscirà a portargli le mutande di Cuddy avrà l'immunità e potrà nominare due suoi colleghi, di cui uno sarà licenziato. Dopo un'entrata trionfale sul monopattino viene proposto il nuovo caso (anche se il diagnosta non pensa che sia malato).
Ecografia transesofagea e risonanza magnetica sono le prime analisi: ma il magnete della risonanza strappa la chiavetta della cella di Houdini dall'intestino e la infila nella milza (House la recupera durante l'intervento). Il prestigiatore teneva la chiave in bocca durante il suo numero per liberarsi dalla cella, ma l'aveva involontariamente ingoiata a causa dell'attacco di cuore. 
Il mago, nonostante sia costretto a letto, continua a sorprendere i dottori con i suoi trucchi: una carta che prima era nel mazzo compare nel portafoglio di Kurtner, lancia il mazzo contro il vetro e rimangono attaccate solo due carte (quella coperta è la carta scelta).
Intanto ognuno cerca alla sua maniera di procurarsi il tanga di Cuddy: Taub prova a rovesciarle del caffè addosso, Amber attiva l'impianto antincendio facendo piovere in ospedale ma nulla. Vincerà la sfida Cole, che porterà l'agognato trofeo al diagnosta.
La perdita di sangue da naso e bocca porta House a pensare alla cocaina; effettuano test anche nei vasi sanguigni vicini al cuore per escludere una poliartrite nodosa.
Il diagnosta si preoccupa anche di un altro caso però: Tredici ha strani sintomi, le cadono le cose, un leggero tremore alle articolazioni.
Il paziente ha varie emorragie disseminate (ai reni, alla coscia): pensano alla tularemia visto che in casa sua c'erano conigli ma poi il ragazzo ha una crisi epilettica.
House ora pensa all'amiloidosi e ordina un'analisi del grasso sottocutaneo; non contento dei risultati si fa le trasfusioni di vari tipi di sangue per trovare la diagnosi (è ricevente universale, gruppo sanguigno AB) testando l'effetto della trasfusione su sé stesso in prima persona.
Ne approfitta per scavare nel passato di Tredici: la chiacchierata è rivelatoria, si scopre che la madre della ragazza è morta di una lunga malattia (House ha guardato la foto nel portafoglio della ragazza e ha cercato il necrologio con Google).
La ragazza confessa che la madre è morta con la corea di Huntington: House pensa che la ragazza non abbia la malattia ma sia solo drogata di caffeina (le ha cambiato il caffè decaffeinato con il normale).
House, dopo esser stato drogato con dei narcotici per poter fare biopsie a reni, polmoni e fegato, ruba la bottiglietta d'acqua di Tredici per poter fare il test sulla Huntington.
Pensando alle trasfusioni mentre parla con Wilson nasce la soluzione: i sintomi sono dovuti ad una trasfusione sbagliata, e l'errore è stato commesso perché il paziente soffre di Lupus. Infatti, il ragazzo è del gruppo sanguigno A, ma a causa del lupus, malattia autoimmune, il suo corpo produce anche anticorpi di tipo B, e questo ha indotto in errore i medici quando hanno analizzato il suo sangue per verificarne il gruppo.  
Quattro trasfusioni di sangue gruppo A e steroidi sono sufficienti per rimettere in piedi l'abile illusionista.
Si arriva alle nomination: Cole nomina Amber (meglio conosciuta come bastarda tagliagole) e il suo amico Kurtner. 
House è insospettito e capisce come il ragazzo si è procurato il tanga proibito: ha stretto un patto con Cuddy, in modo che lei potesse indirettamente decidere chi eliminare. Il diagnosta è contrariato in quanto lui cercava un elemento destabilizzante della sua autorità, non un rafforzante: viene licenziato in tronco. L'episodio si conclude con House nel suo studio che rivela a Tredici d'aver fatto il test, ma lei non vuole aprirlo: House cestina la busta chiusa.
- Guest star: Steve Valentine
- Diagnosi finale: lupus eritematoso sistemico
- Riferimenti: il titolo fa riferimento al paziente, che non vuole svelare i suoi trucchi a House, il quale ritiene sia meglio sapere, e a Tredici, che non vuole fare il test per l'Huntington per paura dell'esito
- Ascolti Italia: telespettatori 5.654.000 - share 21,38%[10]

## Giochi
- Titolo originale: Games
- Diretto da: Deran Sarafian
- Scritto da: Eli Attie

### Trama
Un gruppo punk è fuori da un locale in attesa di suonare. Uno dei membri racconta di come Nerone avvelenava i suoi convitati, poi mostra orgoglioso la sua nuova chitarra elettrica, una riedizione della Vox Mark III "Teardrop" del '64. Il protagonista del caso clinico prende la chitarra e inizia a graffiarla sull'asfalto, prendendosela poi in faccia quando il legittimo proprietario la recupera: mentre il gruppo entra l'uomo inizia a sputare sangue e stramazza al suolo.
Mentre il cantante viene portato d'urgenza al Princeton Plainsboro Teaching Hospital, House si gode spaparanzato sul divano la sua soap preferita General Hospital, rimpinzandosi di pop corn, ma Cuddy irrompe nella stanza e gli comunica che vuole al più presto sapere chi dei quattro assistenti sceglierà per il nuovo team entro venerdì, pena una decurtazione dallo stipendio di House e il posto auto spostato.
House va a trovare l'ex collaboratrice Cameron al pronto soccorso in cerca di casi nuovi e nota il cantante punk, definito da lui stesso un “paradiso diagnostico”: una marea di sintomi senza però una cura. L'uomo, trentottenne, ha fatto uso di anfetamine, cocaina, alcool e oppiacei; ha i polmoni iperespansi e quindi viene ordinata una broncoscopia su consiglio di Amber (alias “bastarda tagliagole”). Per decidere chi tenere, House istituisce un gioco e gli esami possono essere eseguiti solo da chi detiene lo scettro (un modello di globo oculare regalato da una rappresentante). Wilson, dal canto suo, ha anche lui i suoi problemi, avendo diagnosticato un adenocarcinoma ad un paziente che era invece affetto da lesioni provocate dall'inalazione di talco: l'uomo ha venduto la casa pensando di morire e l'oncologo è nel dubbio se risarcire i 6.000 $ che l'uomo deve pagare all'agenzia d'intermediazione immobiliare.
Mentre Cuddy consiglia ad House di tenere Kutner (protagonista di numerosi incidenti, dall'incendio nella camera iperbarica alla perforazione della milza nella risonanza magnetica) e Taub, il paziente dell'episodio fuma di nascosto in bagno, causando l'esplosione della sua bombola di ossigeno. Gli mettono un cerotto alla nicotina per poter effettuare la biopsia a polmone aperto, ma egli si tappezza un braccio intero con questi cerotti sostitutivi della sigaretta. Viene seguita l'ipotesi di Tredici (possibile malaria), ma l'uomo scappa: si scopre che è in pediatria a giocare con i bambini; in seguito House perquisisce un amico del cantante e trova una siringa (viene vista come la causa dei coaguli di sangue estraneo), ma il paziente va in arresto respiratorio.
Il paziente di Wilson straccia l'assegno di risarcimento dell'oncologo, in quanto scontento perché non ha più i giorni contati. Chase e Taub operano il paziente, in quanto credono che un vaso sanguigno comprima la trachea, ma si rivela infruttuoso: chelanti per avvelenamento da metalli pesanti (piombo ad esempio) e ricerca sull'origine della droga (chi gliela vende, da dove viene, com'è tagliata). Kutner rivela ad House l'indizio vitale: il cantante lavora con dei bambini abbandonati, inoltre l'ipereattività del sistema immunitario dell'uomo spinge il dottore ad ordinare una biopsia cerebrale per sincerarsi che sia morbillo, ma Cuddy vuole le prove. House fa ascoltare al paziente la sua stessa musica e ha una crisi convulsiva: biopsia e corticosteroidi.
La prima licenziata da House è Amber, la "bastarda tagliagole": House le dice: «Devi imparare a perdere!», una strana battuta che fa sospettare che, forse, dietro il licenziamento ci sia l'intenzione di darle una lezione. La seconda licenziata, a sorpresa, è Tredici; rimangono così i due designati da Cuddy. La direttrice, quando si accorge che House l'ha ascoltata, lo spinge a riassumere Tredici, a cui sta più a cuore la vita umana rispetto ad Amber, per avere almeno una donna nella squadra: il diagnosta sorride in quanto assumere quei tre medici era il suo vero obiettivo. Cuddy si rende conto che House ha ottenuto ciò che voleva.
- Guest star: Jeremy Renner
- Diagnosi finale: morbillo
- Ascolti Italia: telespettatori 4.459.000 - share 17,17%[11]

## La bugia è una cosa meravigliosa
- Titolo originale: It's a Wonderful Lie
- Diretto da: Matt Shakman
- Scritto da: Pamela Davis

### Trama
È il periodo di Natale. Una bambina undicenne fa arrampicata in palestra, mentre sua madre Maggie, single trentacinquenne, fa da contrappeso. 
Ad un certo punto la figlia ha un crampo al polpaccio, ma alla madre si paralizzano le mani: la bambina cade di schianto e si rompe un braccio, mentre Maggie rimane ferma immobile ad osservare la scena.

La donna, portatrice di BRCA1 (un raro gene che aumenta il rischio di tumori), dopo la morte della madre per carcinoma mammario quando lei aveva solo sette anni, si è sottoposta ad una doppia mastectomia preventiva, pertanto si pensa alla paralisi come ad una sindrome paraneoplastica. House ordina una risonanza magnetica, mentre egli stesso fa l'anamnesi alla bambina, scavando anche in dettagli molto intimi e facendole una classificazione delle varie bugie possibili. Si scopre un rapporto idilliaco tra madre e figlia, basato sulla nuda e cruda verità su tutti gli argomenti.

Mentre i medici indagano, emerge che l'ultimo partner di Maggie le ha dato dell'ecstasy, così la paziente viene curata con emodialisi, ma la droga non è la causa della sua attuale cecità.
House propone ai suoi assistenti il gioco del "natale segreto": inserisce in un cappello natalizio cinque biglietti col suo nome per costringere i suoi collaboratori a fargli un regalo, facendo loro credere di doverlo fare ad una persona diversa, e per fomentare questa idea ruba a Wilson il suo iPhone, spacciandolo per primo regalo ricevuto. Lo scopo del "gioco" è causare scompiglio fra il team, ancora spaventato da un possibile licenziamento; Tredici si oppone all'idea, avendo intuito le intenzioni di House, ma Kutner, contro la volontà dei colleghi, gli fa spontaneamente un regalo e, di conseguenza, lo seguono anche Taub e Tredici.
Intanto la donna peggiora e House ordina una risonanza magnetica, controllo per la sclerosi, fluoroangiografia oculare per evidenziare eventuali emorragie; ordina inoltre il sequestro dei computer a casa della paziente, in modo da poter scoprire qualcosa. Il geniale diagnosta chiede alla figlia di mentire alla madre, ma lei rifiuta; intanto Taub la cura per la tetraparesi infettiva, ma i linfonodi bloccano la respirazione della donna e la devono intubare. Il cinico dottore, dopo aver passato a setaccio alcune delle 4300 mail contenute nel computer della donna, ipotizza la sarcoidosi, in quanto si manifesta con dolore alle articolazioni, e ordina un lavaggio broncoalveolare.
I polmoni, però, non sono la causa, in quanto Maggie inizia a sanguinare dagli occhi; mentre le trapanano un osso esce del fumo: Chase e Foreman sono stupefatti (è alquanto improbabile che un osso umano sia più resistente del trapano chirurgico).
Kutner suggerisce un deficit dell'AC2, che richiederebbe un trapianto di midollo osseo, ma la madre non autorizza il test per verificare la compatibilità della figlia; House, alquanto perplesso, va in camera dalla madre facendole il terzo grado. Escono così gli scheletri dall'armadio di Maggie: la figlia non è sua, l'ha adottata da una sua amica tossicodipendente, che non la voleva, ma ha giurato di non rivelare mai questa scomoda verità alla bambina, che, in tono molto chiaro e deciso, quando la madre tenta di rassicurarla risponde che non ci sono speranze e che morirà a breve, spiazzando, con la sua schiettezza, persino il cinico diagnosta.
Mentre House elenca i regali ricevuti (un orologio, un LP d'epoca ed una seconda edizione di Conan Doyle) a Wilson, ha un'illuminazione: la risposta è sempre stata lì, evidenziata in maniera abnorme e per questo esclusa. Il diagnosta pensa ad un carcinoma mammario metastatico dislocato in un'altra parte del corpo della donna: durante l'embriogenesi, il tessuto mammario inizialmente ricopre il feto per porzioni molto estese, per poi ritirarsi durante la gestazione fino a formare le ghiandole, ma può capitare che, raramente, alcune cellule non si ritirino e restino in sede altrove; siccome la paziente non ha più le mammelle, il team ha escluso da subito la possibilità di un carcinoma, ma se la donna dovesse avere cellule mammarie ectopiche, il tumore potrebbe esservi sviluppato. Così House le somministra del risperidone, che induce galattorrea nelle cellule mammarie, portando al rigonfiamento di un bozzo sulla gamba della donna, da cui aspira con una siringa del latte prodottosi, come conferma, per poi spruzzarlo in bocca alla figlia: il puzzle è risolto, basterà operare il tumore e seguire un ciclo di chemioterapia.
Intanto, in ambulatorio una donna ha mal di gola, dolori allo stomaco: House pensa che sia una prostituta e le diagnostica un'infezione da streptococco. La donna ritorna il giorno dopo con visibili eruzioni cutanee e bolle: il diagnosta pensa che faccia sesso con un asino e le dà una crema antibiotica per curarle l'ectima contagioso. La donna, scherzosamente, non nega, ma poi lo invita a venire a vedere il suo spettacolo, lasciandogli un volantino. Inizialmente restìo, il medico legge il foglio: la donna recita in un presepio vivente in chiesa, dove House si recherà a fine episodio per vederla interpretare la Vergine Maria, in groppa ad un asino.
- Guest star: Janel Moloney (Maggie), Liana Liberato (Jane)
- Diagnosi finale: carcinoma mammario metastatico sviluppatosi in cellule mammarie ectopiche
- Riferimenti: uno dei regali che House riceve dai suoi assistenti è un libro di Arthur Conan Doyle, autore di Sherlock Holmes, personaggio letterario che ha ispirato la creazione stessa di House.
- Ascolti Italia: telespettatori 4.591.000 - share 17,58%[12]

## Gelo
- Titolo originale: Frozen
- Diretto da: David Straiton
- Scritto da: Liz Friedman

### Trama
Polo sud. Cate, psichiatra, soccorre un tecnico delle pale eoliche dopo che una pala, colpendolo, gli ha reciso l'arteria femorale. Dopo averla riparata con della colla, inizia a vomitare chiedendo aiuto. La paziente non può ovviamente spostarsi dal polo sud, per cui la diagnosi avviene per tutto l'episodio via webcam. Intanto House protesta con Cuddy per il pagamento della TV via cavo all'interno dell'ospedale (così incasserebbe 13.000 dollari in più) e, siccome Cameron fa parte della commissione, manda la sua squadra a renderle la vita impossibile.
Il geniale diagnosta inizia però a pensare al caso coadiuvato da Foreman e Wilson: calcolosi da struvite, per cui Kutner pensa di frantumarlo con ultrasuoni geologici (trattamento errato, in quanto sono troppo potenti per il corpo umano). Dal pannello metabolico si vede un crollo della funzionalità renale, House ordina cefuroxime per bloccare l'infezione, ma la psichiatra si rifiuta, in quanto i medicinali sono molto razionati e potrebbero salvare un collega. Iniziano le difficoltà respiratorie (deve bucarsi lo sterno con una siringa vuota per far respirare il polmone), oltre al dolore al fianco destro e al vomito; i raggi X a tutto il corpo non evidenziano niente, mentre Wilson pensa ad un linfonodo mediastinico ingrossato.
Mentre Wilson e Foreman cercano un liquido di contrasto compatibile con le poche risorse del polo sud, House si gusta un'autopalpazione sul suo MacBook a casa; la psichiatra è restia a spogliarsi e così House le mostra casa sua per rassicurarla. Un ingrossamento sullo sterno prelude ad una successiva biopsia al fine di escludere il cancro. Cameron, dopo una confessione spontanea dei subordinati di House, esce dal comitato responsabile della TV via cavo.
Il misogino dottore (che però con Cate si sta rivelando più umano del solito) pensa ad una malattia autoimmune e le fa mescolare il sangue in una provetta con una graffetta (test LE prep) per verificare la diagnosi. Dopo la negatività del test, Foreman le propone di uscire cinque minuti al freddo del polo sud e, in caso di sollievo, sarebbe confermata l'ipotesi della malattia autoimmune.
House invece insiste tenacemente affinché prenda il prednisone, ma Cate stramazza a terra appena si sta vestendo per uscire, andando in coma.
Il collega che l'assiste beve le urine della donna per fornire ad House e Foreman elementi per elaborare una diagnosi differenziale; pensano ad un problema all'ipotalamo (incurabile comunque) o ad un'aumentata pressione intracranica. L'uomo, segretamente innamorato della bella psichiatra, si trova con un trapano chirurgico sterile a praticare un foro alla testa della donna per diminuire la pressione e finalmente lei si risveglia. Kutner pensa ad emboli adiposi e House lo ridicolizza, ma poi ha un'illuminazione: la donna, infatti, ha sempre tenuto i calzini e questo ha nascosto un dito rotto (ovviamente il dolore era intorpidito dal freddo), che, grazie alla frattura, rilasciava emboli in tutto l'organismo.
Una volta risolto il suo puzzle personale, ora House vuole scoprire il nuovo amore di Wilson, che altri non è che la "bastarda tagliagole" Amber.
- Guest star: Mira Sorvino (Cate Milton), Jeff Hephner (Seth)
- Diagnosi finale: embolia adiposa
- Riferimenti: la scena in cui rovesciano una scatola di medicinali sul tavolo dicendo: «Loro hanno solo questi a disposizione» è uguale ad una scena analoga del film Apollo 13 di Ron Howard; quando Wilson si sorprende perché House chiama Cate con il suo nome di battesimo, il diagnosta lo chiama Bob, chiaro riferimento al nome dell'attore che interpreta James Wilson, Robert Sean Leonard.
- Ascolti Italia: telespettatori 4.953.000 - share 17,81%[13]

## Non cambiare mai
- Titolo originale: Don't Ever Change
- Diretto da: Deran Sarafian
- Scritto da: Leonard Dick, Doris Egan

### Trama
Una donna ebrea chassidica trentottenne di nome Roz si sente male al suo matrimonio e sviene. Confessa di aver fatto uso di eroina fino a sei mesi prima, dopo che Foreman e Taub avevano rovistato nella sua casa. Le ipotesi sono per Taub crioglobulinemia e per House porfiria, confermata secondo lui dal repentino cambiamento di idea avuto in fatto di religione. 
Il marito di Roz, a causa delle idee di House, non lo vuole più come dottore e ne parla con Cuddy, che chiede di far partire le cure per la crioglobulinemia.
La donna, però, ha un attacco respiratorio, che decreta lo scarto di entrambe le ipotesi.
Ne nascono altre due: per Taub è la malattia di Wegener, mentre per House il lupus. Un ulteriore esame porta allo stesso risultato. Durante quest'ultimo test, però, Roz è vittima di un collasso quando si alza in piedi, mentre torna stabile quando viene rimessa stesa (la pressione sanguigna funziona al contrario). 
Inoltre, posta in una stanza dove la temperatura sale gradualmente, soffre di ipotermia: il corpo si comporta esattamente al contrario di come dovrebbe. L'ennesimo sintomo è quello dell'emorragia interna, ma la paziente non vuole essere operata per poter passare lo Shabbat con il marito: la ingannano, quindi, facendole credere che è già l'ora del tramonto, e stanno per portarla in sala operatoria.
House parla con Wilson, dopo essersi persino intromesso negli appuntamenti fra l'amico ed Amber, e gli chiede i motivi per i quali esce con la sua versione al femminile, senza ricavarne risposte soddisfacenti dal suo punto di vista. Dopo aver offerto alla dottoressa il posto di lavoro se avesse risolto il caso di Roz (e questo presupponeva anche lasciare Wilson) ed avere incassato il suo rifiuto, riflette sul cambiamento di Amber. A questo punto Roz sta per essere operata da Chase, però, prima che la donna entri in sala operatoria, House capisce di cosa si tratta: ha la nefroptosi o sindrome da rene fluttuante: il rene, non in sede, sì muoveva e causava le crisi continue appena la paziente si alzava in piedi.
La puntata termina con House che finisce per approvare la storia di Amber e Wilson, lasciando l'amico molto sorpreso. Infine si scopre che Tredici è bisessuale, come aveva già indovinato Foreman durante l'episodio in un dialogo durante un esame.
- Guest star: Laura Silverman (Roz), Eyal Podell (Yonatan), Fay DeWitt (signora Silver)
- Diagnosi finale: nefroptosi
- Ascolti Italia: telespettatori 4.965.000 - share 18,26%[14]

## Mai più Mister Gentilezza
- Titolo originale: No More Mr. Nice Guy
- Diretto da: Deran Sarafian
- Scritto da: David Hoselton, David Shore

### Trama
Durante uno sciopero degli infermieri al Princeton Hospital una coppia, Jeff e sua moglie, è intenta a protestare. Lui, inguaribile ottimista, subisce un piccolo scontro con un fattorino insistente; a quel punto sviene e viene ricoverato.
House intanto gironzola al pronto soccorso, guardandosi bene dal lavorare. Nota però quest'uomo, Jeff, che non si lamenta ed è cordiale con tutti; unici sintomi sono alterazione del gusto (tutto ha il sapore di meringa al limone) e svenimenti.
Il diagnosta convoca il team ed inizia a proporre diagnosi differenziali, tra la derisione generale da parte del suo staff: per loro è solo una banale influenza farcita da buona educazione.
Dopo aver ordinato i test di routine, House si concede una partita a bowling con Chase, e i due parlano di Amber (la "bastarda tagliagole") e Wilson; non contento, il diagnosta si reca a casa loro, chiedendo un affidamento congiunto (come se Wilson fosse un figlio).
Foreman e Kutner scandagliano la casa di Jeff, trovando dell'acido fluoridrico, probabile responsabile dell'alterazione del gusto. House, invece, si reca da Cuddy eleggendola giudice esterno per l'assegnazione dell'ambito oncologo; Cuddy pretende in cambio una valutazione dettagliata dello staff del reparto di medicina diagnostica.
Mentre viene scartata la sindrome di Williams, risulta positivo il test per la neurosifilide, Tredici propone un FPO (forame ovale pervio) e Foreman scrive le valutazioni sul team al posto del capo. Successivamente, un ictus e perdite di sangue fanno propendere Kutner per l'ematemesi; verrà fatto il test anche per l'epatite e la sarcoidosi, ma senza esito.
In seguito ad uno scambio di fiale, lo staff pensa che House abbia la sifilide: in realtà è stato proprio il diagnosta a scambiarle, avendo previsto che qualcuno avrebbe pensato di effettuare su di lui il test, così il geniale dottore finge di essersi addolcito grazie alla penicillina.
Kutner è il risolutore del caso: una volta scoperto che House non ha la sifilide, ripensa all'uomo e alle malattie tipiche della Costa Rica (dove il paziente aveva lavorato prima di sposarsi).
Tutti i sintomi combaciano con la malattia di Chagas (alcuni sono stati alterati dagli steroidi per la presunta epatite), il parassita è rimasto latente per ben 10 anni causando un leggero aumento della pressione intracranica.
L'uomo mantiene l'umore positivo e sereno, ma nel riscoprire certi gusti nel mangiare fa presagire altri possibili futuri cambiamenti del suo carattere. House e Amber, avendo trasgredito alle regole del patto, devono svolgere un lavoro da infermiere.
- Diagnosi finale: malattia di Chagas
- Riferimenti: il titolo in inglese (No More Mr. Nice Guy) è uguale a quello di un brano di Alice Cooper.
- Ascolti Italia: telespettatori 5.055.000 - share 19,72%[15]

## Vivere il sogno
- Titolo originale: Living the Dream
- Diretto da: David Straiton
- Scritto da: Sara Hess

### Trama
Dopo aver girato una puntata della soap preferita da House (Prescription Passion), il protagonista, Evan, viene rapito dal medico in persona che, fingendosi il suo autista, lo porta in ospedale, convinto che abbia un tumore al lobo occipitale.
Dopo essere stato costretto a fare alcuni test per la vista - tutti risultati negativi - Evan scappa minacciando ritorsioni contro il Plainsboro, quando improvvisamente perde l'uso delle gambe e viene perciò ufficialmente ricoverato nel reparto di medicina diagnostica.
Intanto, al Princeton-Plainsboro arriva a sorpresa la visita annuale della commissione di accreditamento e Cuddy deve dimostrare all'ispettore delegato Conway che l'ospedale è a norma, pena la detrazione di fondi e persino il suo licenziamento. Sapendo che il fattore di rischio più alto nell'ospedale è proprio House, Cuddy chiede alla vecchia équipe di tenere d'occhio il diagnosta. Foreman ha il compito di controllare il caso in corso, Cameron deve compilare tutte le cartelle che House ha trascurato, mentre Chase rifiuta l'incarico.
Mentre l'équipe di House effettua alcuni esami al paziente, questi con grande sorpresa di tutti rivela la sua profonda infelicità: il suo lavoro di attore di soap non lo soddisfa perché, nonostante gli dia popolarità e fama, non gli consente di compiere qualcosa di grande nella sua vita. Intanto, i sintomi si contraddicono l'uno con l'altro, portando Evan al collasso dei reni e al coma.
House, come al solito, non segue il protocollo e salta tutti gli esami di routine, ma questa volta la situazione è diversa: se l'ispettore venisse a sapere delle procedure irregolari del medico, licenzierebbe lui e Cuddy. In cambio di un televisore nuovo, proprio la direttrice sanitaria riesce a strappare ad House la promessa di comportarsi bene.
Il paziente peggiora. Durante una visita in un negozio di materassi con Wilson, il quale è indeciso se acquistarne uno ad acqua o accontentare Amber, House ha una rivelazione: allergia ai crisantemi, dei quali il camerino di Evan era pieno. Sebbene i sintomi non coincidano per nulla, senza fare alcun test e contro il parere di Cuddy, il geniale dottore inizia la cura con steroidi. L'ispettore lo scopre e, nonostante il paziente sia guarito, punisce l'infrazione con una decurtazione di 200.000$ all'ospedale, ma Cuddy e House mantengono il proprio posto.
Infine, dopo che le prove allergologiche relative ai fiori a posteriori risultano negative, rivedendo una puntata della soap House intuisce che Evan è allergico al chinino contenuto nell'acqua tonica del suo gin tonic.
- Guest star: Anne Dudek, Rob Benedict, Kristina Anapau, Jason Lewis
- Diagnosi finale: allergia al chinino
- Ascolti Italia: telespettatori 4.618.000 - share 20,37%[15]

## La testa di House
- Titolo originale: House's Head
- Diretto da: Greg Yaitanes
- Scritto da: Peter Blake, David Foster (sceneggiatura), Doris Egan (soggetto)

### Trama
House si ritrova confuso e coperto di sangue in un locale di spogliarelliste dopo un incidente stradale (un autobus contro il camion della nettezza urbana) che ha causato una trentina di feriti. Il dottore esce segnato dall'incidente: commozione cerebrale e perdita di sangue dall'orecchio, oltre all'amnesia dell'evento traumatico. House ricorda chiaramente che sull'autobus, prima dell'incidente, ha visto uno dei passeggeri manifestare un sintomo di una malattia mortale, ma l'amnesia gli impedisce di ricordare sia chi fosse il passeggero sia quale fosse il sintomo.
Incapace di ricordare chi sta rischiando la vita, House prova vari modi per stimolare la sua memoria: prima la visita al pronto soccorso, poi annusa i vestiti dei feriti, ipnosi, allucinazioni farmacologiche (arrivando addirittura alla ricostruzione del luogo dell'incidente con tanto di bus e fotografie dei presenti).
L'autista, apparentemente sano, viene colpito da una temporanea paralisi: dopo aver scartato le diagnosi differenziali, House pensa ad un embolo d'aria.
L'embolo è stato causato dal trapano del dentista in seguito all'inserimento di nuove capsule e da lì, pian piano, ha attraversato tutto il corpo. Sollevandogli le gambe, House riesce a fare in modo che arrivi al cuore del paziente per aspirarlo con una siringa. Pensa dunque che il paziente in pericolo di vita sia l'autista, ma durante un sogno si ritrova sull'autobus parlando prima con un'illusione della Cuddy e poi con una giovane ragazza che lo perseguita, in quanto è proprio lei la persona che House sta cercando.
Dopo aver ingerito della fisostigmina (normalmente usata per curare l'Alzheimer) l'allucinazione fornisce indizi sul materiale di un certo ciondolo, portato dalla misteriosa ragazza, che non è di resina, come credeva House, bensì di ambra (da qui Amber, la fidanzata di Wilson); a quel punto ricorda, rivive la scena drammatica dell'incidente: la ragazza con un forte ematoma frontale e un palo metallico del bus conficcato nella coscia.
House la medica legando un foulard per bloccare l'emorragia, ma poco dopo lui sviene e lei viene portata via dalle squadre di soccorso che, una volta all'ospedale, non riescono ad identificarla e la chiamano Jane Doe 2 ("John Doe" al maschile e "Jane Doe" al femminile sono nomi dati alle persone senza identità, un po' come "Pinco Pallino" o "Tizio, Caio e Sempronio" in italiano). L'allucinazione si interrompe, in quanto House va in arresto cardiaco e tutto il team, Cuddy compresa, cerca di rianimarlo.
Il geniale diagnosta si riprende e comunica a Wilson che la sua ragazza è in pericolo: lui ne rimane profondamente sconvolto.
- Guest star: Fred Durst (Limp Bizkit)
- Diagnosi finale: embolo d'aria gengivale (autista del bus), amnesia traumatica (House)
- Ascolti Italia: telespettatori 4.395.000 - share 15,17%[16]

## Il cuore di Wilson
- Titolo originale: Wilson's Heart
- Diretto da: Katie Jacobs
- Scritto da: Peter Blake, David Foster, Russel Friend, Garret Lerner

### Trama

Amber e Wilson sul letto di terapia intensiva

Dopo averla raggiunta al Princeton General, dov'è ricoverata dal giorno precedente, House e Wilson trasferiscono Amber al Princeton Plainsboro, ma durante il trasporto la donna va in fibrillazione ventricolare e, per non rischiare danni cerebrali, Wilson decide cautamente di ridurre le funzioni vitali con una soluzione criotermica.
Amber è in terapia intensiva e, a parte le ferite riportate, qualcosa la sta ancora uccidendo: tocca all'équipe di House, a Cuddy, a Wilson e soprattutto ad House fare la diagnosi, il quale nel frattempo è ancora in preda a varie allucinazioni, la cui protagonista è sempre Amber, che gli dà indizi per formulare la diagnosi.
Ma l'équipe non riesce a capire il problema, così House, supplicato da Wilson, decide di stimolare elettricamente il suo ipotalamo per rievocare la memoria e scoprire il sintomo notato nella dottoressa prima dell'incidente che gli indicherà la diagnosi. Sotto elettrostimolazione, House inizia a ricordare: si trovava al bar, ubriaco, il barista gli ha preso le chiavi della moto per evitare di farlo guidare e il dottore ha chiamato a casa di Wilson per farsi venire a prendere; l'amico, però, non era in casa e ha risposto Amber. House le ha detto di far venire Wilson, ma lei è andata personalmente per non disturbare il suo compagno al lavoro. Ritrovatisi insieme al bar, i due hanno bevuto qualcosa, ma House, non volendo farsi accompagnare da Amber, ha preso un autobus e la dottoressa è salita con lui.
La donna aveva l'influenza e perciò ha preso un farmaco: l'amantadina. Qualche attimo dopo, il terribile scontro del bus con il mezzo pesante. Nell'impatto, Amber ha perso l'uso di entrambi i reni, che ora non possono più filtrare il farmaco assunto, e, siccome il principio attivo non può più essere dializzato, poiché si lega alle proteine, lei è condannata. Quando House ricorda quel momento, una lacrima bagna il suo viso, immediatamente dopo ha un attacco di convulsioni e va in coma. Wilson è disperato e, sotto consiglio di Cuddy, decide di far svegliare Amber per poterla salutare l'ultima volta. La dottoressa si accorge di essere attaccata al bypass cardio-polmonare e capisce subito che ad ucciderla sono state le pillole che aveva preso poco prima dell'incidente. Wilson e Amber restano sul letto della terapia intensiva insieme, finché lei gli chiede di spegnere il bypass che la tiene in vita, e così muore tra le braccia del compagno.
Anche House è in terapia intensiva perché le convulsioni gli hanno provocato un'emorragia cerebrale. Mentre è in coma, sogna di essere sull'autobus tutto bianco, accanto a lui c'è Amber: House le dice che avrebbe dovuto esserci lui al suo posto, mentre lei che era altruista, innamorata e giovane sarebbe dovuta uscirne indenne. Il dottore aggiunge che preferirebbe rimanere con lei sul bus (verso l'aldilà) piuttosto che tornare in vita a soffrire ancora e ad essere infelice, ma soprattutto perché non vuole che Wilson lo odi. Amber gli dice di scendere dall'autobus e, in un fascio di luce abbagliante, il medico si sveglia dal coma. La dottoressa Cuddy cerca di dire ad House di non sforzarsi di parlare e di riposarsi.
Wilson, sulla porta della stanza, vede House sveglio e i due si guardano per qualche istante, poi l'oncologo se ne va. Taub torna a casa e abbraccia la moglie. Foreman, Cameron e Chase si incontrano in un bar. Kutner guarda la TV a casa sua e Tredici scopre di essere positiva alla malattia di Huntington. Al suo ritorno a casa Wilson trova un biglietto sul letto, in cui Amber lo avvisava di essere andata a prendere House.
- Guest star: Fred Durst
- Diagnosi finale: avvelenamento da amantadina
- Riferimenti: mentre Tredici è seduta sul WC a piangere dopo essere stata ripresa da House, alle sue spalle è appeso un adesivo che riporta «Vote for change 08»: un chiaro riferimento elettorale a favore di Barack Obama
- Ascolti Italia: telespettatori 4.617.000 - share 19,53%[16]